# Ouzouer-sous-Bellegarde
Ouzouer-sous-Bellegarde és un municipi francès, situat al departament del Loiret i a la regió de Centre – Vall del Loira. L'any 2007 tenia 259 habitants.

## Demografia

### Població
El 2007 la població de fet d'Ouzouer-sous-Bellegarde era de 259 persones. Hi havia 105 famílies, de les quals 23 eren unipersonals (19 homes vivint sols i 4 dones vivint soles), 39 parelles sense fills, 31 parelles amb fills i 12 famílies monoparentals amb fills.
La població ha evolucionat segons el següent gràfic:
Habitants censats

### Habitatges
El 2007 hi havia 118 habitatges, 102 eren l'habitatge principal de la família, 8 eren segones residències i 9 estaven desocupats. 117 eren cases i 1 era un apartament. Dels 102 habitatges principals, 82 estaven ocupats pels seus propietaris, 18 estaven llogats i ocupats pels llogaters i 1 estava cedit a títol gratuït; 3 tenien dues cambres, 14 en tenien tres, 36 en tenien quatre i 49 en tenien cinc o més. 90 habitatges disposaven pel capbaix d'una plaça de pàrquing. A 50 habitatges hi havia un automòbil i a 46 n'hi havia dos o més.

### Piràmide de població
La piràmide de població per edats i sexe el 2009 era:
| Homes | Edats   | Dones |
| ----- | ------- | ----- |
| 0     | 95 o +  | 0     |
| 4     | 90 a 94 | 0     |
| 0     | 85 a 89 | 0     |
| 4     | 80 a 84 | 0     |
| 8     | 75 a 79 | 8     |
| 12    | 70 a 74 | 8     |
| 8     | 65 a 69 | 8     |
| 0     | 60 a 64 | 4     |
| 0     | 55 a 59 | 0     |
| 8     | 50 a 54 | 0     |
| 16    | 45 a 49 | 12    |
| 8     | 40 a 44 | 24    |
| 20    | 35 a 39 | 8     |
| 4     | 30 a 34 | 16    |
| 8     | 25 a 29 | 4     |
| 4     | 20 a 24 | 0     |
| 0     | 15 a 19 | 24    |
| 12    | 10 a 14 | 0     |
| 0     | 5 a 9   | 4     |
| 12    | 0 a 4   | 8     |

## Economia
El 2007 la població en edat de treballar era de 164 persones, 137 eren actives i 27 eren inactives. De les 137 persones actives 129 estaven ocupades (72 homes i 57 dones) i 8 estaven aturades (3 homes i 5 dones). De les 27 persones inactives 13 estaven jubilades, 7 estaven estudiant i 7 estaven classificades com a «altres inactius».

### Ingressos
El 2009 a Ouzouer-sous-Bellegarde hi havia 104 unitats fiscals que integraven 271 persones, la mediana anual d'ingressos fiscals per persona era de 19.211 €.

### Activitats econòmiques
Dels 4 establiments que hi havia el 2007, 1 era d'una empresa de fabricació d'altres productes industrials, 1 d'una empresa de construcció, 1 d'una empresa de comerç i reparació d'automòbils i 1 d'una empresa de serveis.
Dels 2 establiments de servei als particulars que hi havia el 2009, 1 era un taller d'inspecció tècnica de vehicles i 1 lampisteria.
L'any 2000 a Ouzouer-sous-Bellegarde hi havia 13 explotacions agrícoles que ocupaven un total de 1.071 hectàrees.

## Poblacions més properes
El següent diagrama mostra les poblacions més properes.